# Willa w Dębicy
Willa w Dębicy – zabytkowa willa w Dębicy przy ul. Skłodowskiej-Curie. Wybudowana w 1912 r. w stylu neogotyckim.